# Governatorato di Dhi Qar
Il governatorato di Dhī Qār (in arabo ذي قار‎?) è uno dei diciotto governatorati della Repubblica dell'Iraq, il cui capoluogo è Nassiriya. Prima del 1976 si chiamava provincia di Muntafiq.
Il governatorato si estende su un'area di 12.900 chilometri quadrati. Secondo le stime del 2003 la popolazione ammontava a 1.427.220 abitanti e nel 2012 è stata calcolata di 1.906.243 abitanti.
Sono situate nella provincia le antiche rovine sumere di Ur, Eridu, Lagash e Girsu.

## Composizione etnico-religiosa
Dhi Qar è una provincia a grande maggioranza araba e musulmana di confessione sciita: è compresa, infatti, in quel sud della Mesopotamia che presenta tali caratteristiche.
Sono, tuttavia, presenti piccole minoranze cattoliche di rito caldeo e musulmane di confessione sunnita.

## Il "dopo Saddam"

### La presenza italiana
Dopo l'operazione "Libertà Irachena", conclusa dalla Coalizione guidata da Stati Uniti e Regno Unito, che aveva determinato il collasso del regime baathista di Saddam Hussein, l'Italia, che non aveva partecipato alle operazioni militari, inviava, aderendo all'invito dell'ONU, un proprio contingente (circa tremila fra uomini e donne), destinato alla provincia di Dhī Qār, nell'ambito del comando britannico sul sud del Paese.
In tale contesto, prima del ripristino delle istituzioni autoctone irachene, avvenuto verso la metà del 2004, il governatorato della provincia venne affidato a Barbara Contini, esperta operatrice umanitaria italiana.
L'operato del contingente militare e dell'amministrazione civile italiani, soprattutto negli ambiti della salute, dell'educazione, dell'ingegneria civile e dell'addestramento delle locali forze armate e dell'ordine, venne molto apprezzato da gran parte della popolazione e delle autorità civili e religiose locali.

### Gli attentati antitaliani
Il 12 novembre 2003, un autocarro-bomba si lanciava contro la base italiana di Nassiriya, causando la morte di diciannove italiani e nove iracheni.
Altri attentati seguiranno nei mesi successivi causando altre morti; non sono stati completamente identificati i mandanti degli attacchi, anche se quasi certo è il loro legame con la rete terroristica internazionale d'ispirazione sunnita al-Qāʿida, il che esclude complicità da parte della popolazione sciita.

### Il ritorno all'Iraq della sovranità militare
Il 21 settembre 2006, le autorità militari irachene assumono direttamente la responsabilità della sicurezza nella provincia.
Il ritiro del contingente italiano è stato completato il 2 dicembre 2006, ma ciò non dovrebbe comportare l'interruzione del programma d'assistenza alla popolazione ed all'amministrazione dhiqariote ed irachene.

### La proposta della "Regione del Sud"
I fautori di una possibile soluzione federalista per il futuro dell'Iraq auspicano lo scioglimento delle province di Dhi Qar, Bassora e Mayasan e la loro confluenza in una nuova grande "regione meridionale", unita dagli omogenei caratteri etnici e confessionali e da comuni interessi economici e culturali.
L'Assemblea costituente irachena ha lasciato in sospeso tale proposta che, tuttavia, non è uscita dal dibattito pubblico.
Il Parlamento di Baghdad ha approvato, nell'ottobre 2006, una legge che consente, a partire dall'aprile 2008, la fusione di due o più province, aprendo la strada alla fondazione della "regione del Sud", nonostante le preoccupazioni di chi teme che ciò possa favorire la dissoluzione della Repubblica mesopotamica.

## Principali città
- Nassiriya, il capoluogo;
- Al-Rifa'i;
- Qal'at Sukar;
- Al-Shatra;
- Al-Gharraf;
- Suq al-Shuyukh
- Khamisiyah.